# Robert Esnault-Pelterie
Robert Esnault-Pelterie (Párizs, 1881. november 8. – Nizza, 1957. december 6.) francia mérnök, repülőgép-konstruktőr, feltaláló.

## Életpálya
1902-ben a Párizsi Egyetemen fizikát tanult. 1904-től vitorlázó- és repülőgép építő, repülőgép motor építő és repülőgép vezető. Találmányai a csűrő (1905) és a joystick (1906). Kidolgozta a radiális motor (léghűtéses csillagmotor) építési, fejlesztési és javítási módszerét. 1907-ben egy saját tervezésű és építésű, fémszerkezetű (vászonborítású) monoplánnal (egyfedelű repülőgép – REP 1) sikeresen repült. 1908-ban 1500 métert repült 40 méter magasan. Az űrhajózás egyik úttörője, teoretikusa (elméleti gondolkodó). 1908. június 18-án elszenvedett balesete után megalapította a világ második repülőgépgyárát. 1909-ben nevezett a Grande Semaine d' Légi Champagne bemutatóra, de nem kapott repülési lehetőséget. 1912-ben kezdte tanulmányait a rakéta repüléssel, űrhajózással. Előbb Pétervárott, majd Párizsban a Fizikai Társulatban tartott előadást a rakétahajtóművek működését elemezve. Az I. világháborúban több század alkalmazta REP 1 repülőgépét.
Elméleti munkásságának egyik eredménye, hogy a Csillagászati Társaság közreműködésével (5000 frankot ajánlott fel) évente pályázatot írtak ki a legjobb asztronautikai könyvre. 1925-ben Hermann Oberth a pályázati díj kétszeresét kapta, annyira elismerték munkáját.
1930-ban megjelent Asztronautika (franciául: L' Astronautique) című könyvének elismeréseként több konferencia vezető előadója lett.
1931-től a francia katonai vezetés támogatásával folyékony oxigén – benzin hajtóanyagú rakétákkal kísérletezett. Egy rosszul sikerült kísérletnél négy ujját elveszítette. 1934-től szilárd hajtóanyagú rakétákkal kísérletezett. 1939-től a nagysúlyú repülőgépek számára indítórakétákat készített.

## Szakmai sikerek
- a Francia Köztársaság Becsületrendjének tagja,
- 1936-tól a Francia Természettudományi Akadémia választott tagja,
- repülőtér, utca viseli nevét,
- 1967-ben tiszteltére 60 centes bélyeget adtak ki,
- 1970-ben a Nemzetközi Csillagászati Szövetség a Holdon krátert nevezett el róla,